# Franklin, Virginia
Franklin este un oraș independent din statul american Virginia din Statele Unite ale Americii.